# Botkyrka
La commune de Botkyrka est une commune suédoise du comté de Stockholm. Environ 94 970 personnes y vivent (2020). Son chef-lieu se situe à Tumba. La majeure partie de la commune fait partie de l'agglomération de Stockholm.
Le journal local s'appelle Mitt i Botkyrka et est distribué gratuitement à tous les habitants.

## Localités principales
- Dont unité urbaine de Stockholm (73 301 hab.)
  - Tumba (34 101 hab.)
  - Hallunda och Norsborg (14 600 hab.)
  - Tullinge (14 250 hab.)
  - Fittja (7 000 hab.)
  - Eriksberg (3 200 hab.)
- Vårsta (2 237 hab.)
- Sibble (244 hab.)
- Vita villorna (180 hab.)
- Kaggharma (159 hab.)
- Fiskarhagen (118 hab.)
- Brink (70 hab.)
- Norrbyvret (59 hab.)
- Åvinge (62 hab.)
- Bröta-Bröthagen (50 hab.)